# Nacionalisme taiwanès
El nacionalisme taiwanès (en xinès tradicional: 臺灣 民族 主義, en xinès simplificat: 台湾 民族 主义, en pinyin: Táiwān Minzú Zhǔyì) és un moviment polític taiwanès que sosté que els habitants de Formosa són una nació. Els nacionalistes taiwanesos s'oposen a la reunificació de Taiwan amb la República Popular de la Xina. Alguns d'ells estan a favor de la independència de Taiwan. El moviment independentista taiwanès pretén establir un estat sobirà i independent i obtenir el reconeixement internacional de Taiwan en l'organització de les Nacions Unides, mentre que el moviment nacionalista taiwanès tan sols vol reforçar la identitat taiwanesa.